# 无翅莎草
无翅莎草（学名：Cyperus exaltatus），又名高秆莎草，是莎草科莎草属的植物。分布于马来亚、印度、印度尼西亚、越南、菲律宾、澳洲、非洲以及中国大陆的海南、江苏、广东等地，生长于海拔550米至2,800米的地区，常生长在阴湿多水的地方。